# 范轶然遇害案
2021年1月9日下午1点50分左右，美国芝加哥大学中国籍博士生范轶然，在东海德公园停车场自己的汽车内遭到32岁的黑人杰森·南丁格尔（Jason Nightengale）射杀，年仅30岁，事发时他正在给女友发短信。枪手随后被警方击毙。

## 受害者
范轶然毕业于北京大学与英国剑桥大学，博士在芝加哥大学师从诺贝尔经济学奖得主拉尔斯·彼得·汉森教授。

## 纪念
范轶然父母捐赠设立了北京大学光华管理学院轶然校友奖学基金，用于奖励和资助学院有志于攻读文、史、哲，艺术以及社会学辅修和双学位的学生。